# Route 289 (Nouvelle-Écosse)
Pour les articles homonymes, voir Route 289.
La route 289 est une longue route secondaire de la Nouvelle-Écosse d'orientation ouest-est située dans tout le nord de la province, de Green Oaks, au sud de Truro, à l'est de New Glasgow. Elle est une route faiblement empruntée, excepté dans la ville de New Glasgow, où elle est une rue très fréquentée. De plus, elle mesure 93 kilomètres au total, et est une route asphaltée sur l'entièreté de son tracé.

## Tracé
La route 289 débute sur la route 236 au sud de Green Oaks. Elle commence par se diriger vers l'est pendant 12 kilomètres, jusqu'à Brookfield, où elle croise les routes 2 et 102, à sa sortie 12. Elle suit ensuite la vallée Stewiacke sur 30 kilomètres. À Springside, elle croise la route 336, puis elle tourne vers le nord-est pour 40 kilomètres. Elle devient ensuite la rue principale de Westville, puis elle croise la route 104 à sa sortie 23. Elle devient ensuite une rue majeure de New Glasgow, traversant la rivière Pictou est, le seul pont de New Glasgow. La 289 continue ensuite de se diriger vers l'est en passant près de l'aéroport de Trenton, puis elle se termine à Little Harbour, sur la route 348, tout près du détroit de Northumberland.

## Intersections principales
- R-102 à Brookfield (km 12, sortie 12 de la 102)
- R-2 à Brookfield (km 13)
- R-104 (TCH) à Westville (km 80, sortie 23 de la 104)

## Communautés traversées

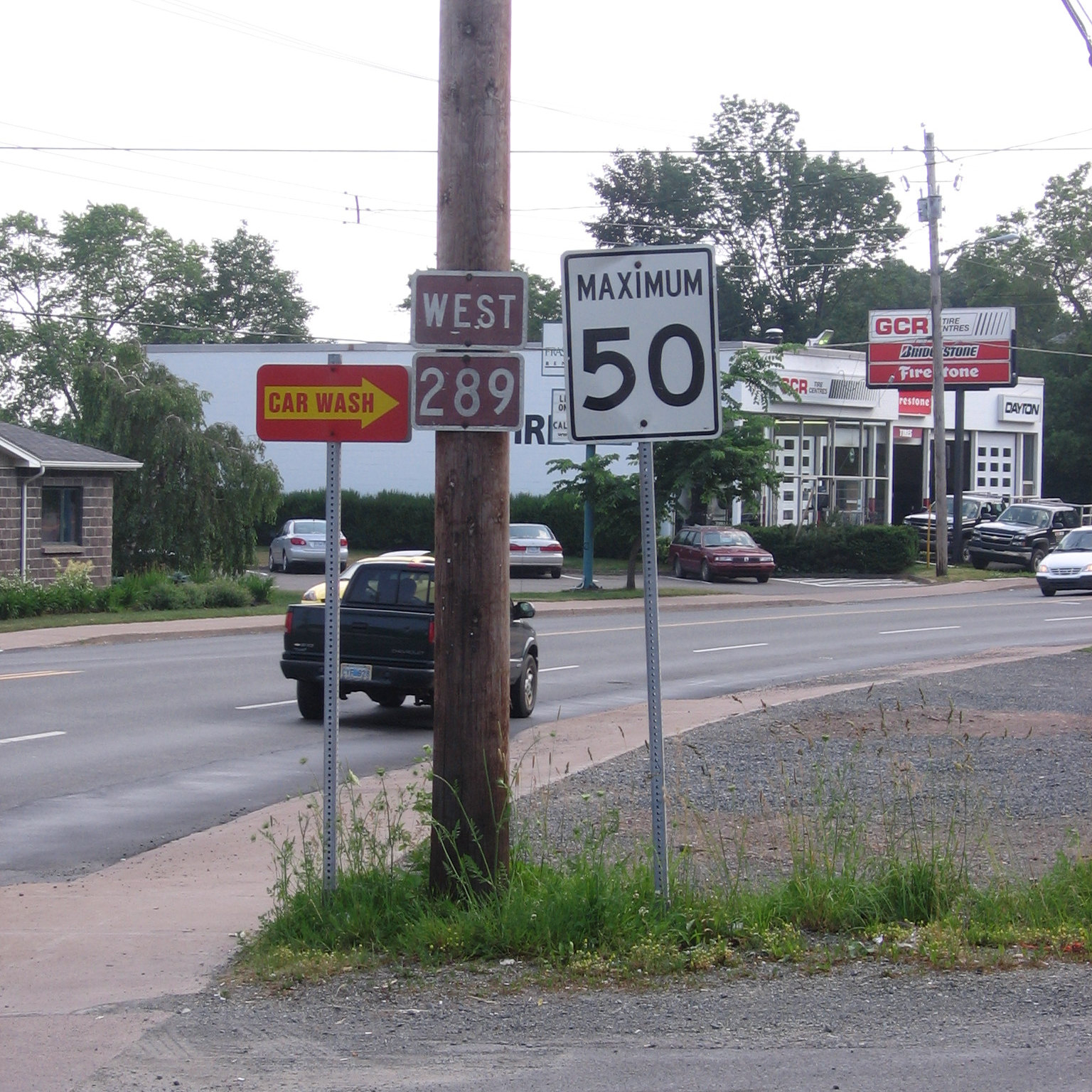
La route 289 dans New Glasgow.

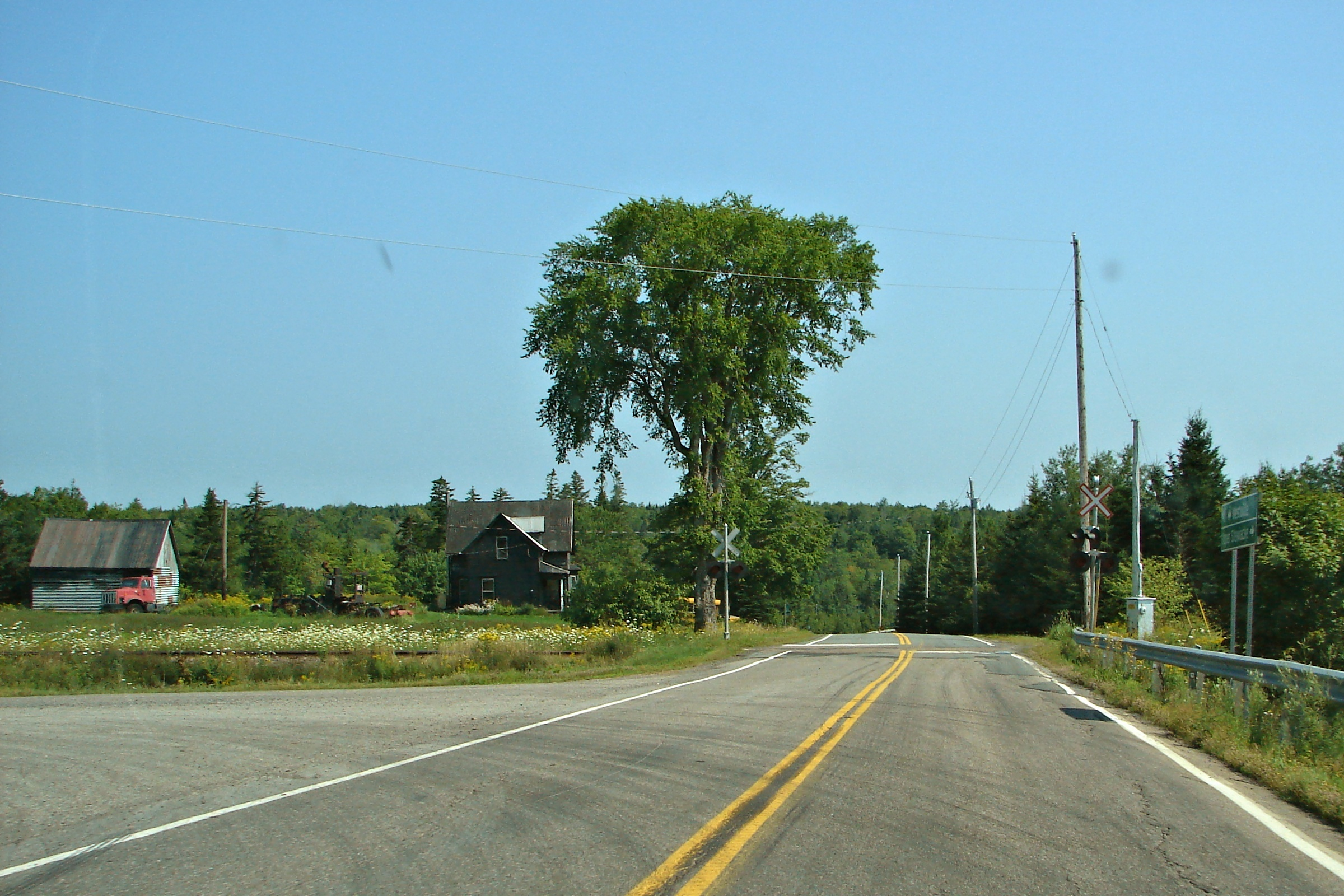
Route 289 à Lansdowne

1. Green Oaks
2. Pleasant Valley
3. Brookfield
4. Upper Brookfield
5. Middle Stewiacke
6. Halfway Brook
7. Otter Brook
8. Upper Stewiacke
9. Stewiacke Cross Roads
10. Springside
11. Sheepherders Junction
12. Lansdowne
13. New Lairg
14. Rocklin
15. Union Centre
16. Hazel Glen
17. Westville
18. New Glasgow
19. Academy
20. Little Harbour Road
21. Little Harbour